# Natacha hôtesse de l'air
 (janvier 2012).
Si vous disposez d'ouvrages ou d'articles de référence ou si vous connaissez des sites web de qualité traitant du thème abordé ici, merci de compléter l'article en donnant les références utiles à sa vérifiabilité et en les liant à la section « Notes et références ».
Natacha hôtesse de l'air est la première histoire et le premier album de la série de bande dessinée d'aventure humoristique franco-belge Natacha, créée par le scénariste Gos et le dessinateur François Walthéry, mis en couleurs par Vittorio Leonardo. L'histoire est d'abord publiée du 26 février 1970 au 3 septembre 1970 dans les pages du journal Spirou avant d'être éditée en album de quarante-quatre planches aux éditions Dupuis en janvier 1971.

## Synopsis
Natacha et Walter embarquent respectivement comme hôtesse de l'air et steward sur un vol charter transportant une équipe de football sud-américaine ainsi que deux caisses de jouets et deux caisses d'or. Il s'avère que  les véritables footballeurs sont demeurés à terre et que des imposteurs ont pris leur place afin de s'emparer de l'or. Le vol est ainsi détourné vers une piste clandestine dissimulée au milieu de la jungle sud américaine mais s'écrase à l'atterrissage. Les pilotes de l'avion et Walter sont retenus prisonniers par les pirates de l'air tandis que Natacha, éjectée dans la jungle à l'intérieur de la queue sectionnée de l'avion, se retrouve face aux indiens Guyapos…

## Personnages

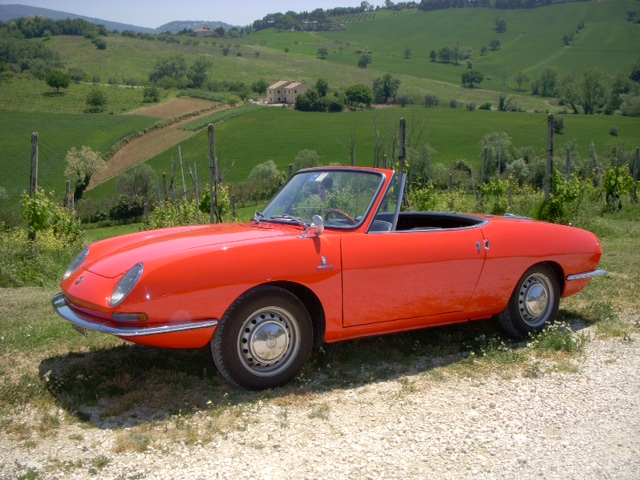
Fiat 850 Spider conduite par Natacha.

NatachaLe personnage de « l'énergique Natacha » est présenté d'emblée dès les deux premières planches comme vive et déterminée (elle « fonce » dans le petit matin au volant de son roadster Fiat 850 Spider), sévère avec Walter qu'elle houspille après l'avoir percuté, ce dernier s'étonnant qu'elle accepte cependant de le prendre en voiture (« Je n'aurais jamais cru ça de vous ! ». Observatrice, elle remarque la manœuvre du chef des bandit pour détruire la photographie qui démasquerait leur imposture. Personnage fort et opiniâtre, elle ne se laisse pas menacer et se défend violemment contre les pirates de l'air (jet d'un plateau de café brûlant, gifles, coups de pied et de poing), n'hésitant pas à aller jusqu'à chercher à éjecter le chef des bandits hors de l'avion et, par la suite, à faire usage d'une arme même si elle n'en connaît pas le maniement afin de venir en aide à Walter. Natacha est encore présentée comme rusée dans sa manière de s'imposer auprès des Guyapos en utilisant de fausses têtes réduites mais également généreuse et bienveillante puisqu'elle s'emploie à sauver les bandits des griffes des indiens.
WalterLe personnage, auquel les auteurs donnent le prénom du jeune fils de Gos,, est présenté comme gaffeur et maladroit (dès la première planche, il est victime d'un accident en roulant sans phares dans le brouillard, puis il doit emprunter un pantalon de service à un collègue puisqu'il a oublié le sien) mais pugnace, prêt à protéger Natacha avec ses poings. Loin d'un simple faire-valoir, c'est au contraire un personnage essentiel à la progression de l'histoire. Il n'hésite pas à se lancer dans l'action en s'attaquant aux pirates de l'air, en s'échappant du bateau sur lequel il est retenu prisonnier pour plonger au milieu des alligators, en affrontant en combat singulier le chef des indiens Guyapos, en se lançant à l'assaut du bateau des bandits et enfin en permettant d'arracher lesdits bandits aux mains des Guyapos. C'est également Walter qui permet à Natacha et lui-même d'être respectés par les Guyapos en raison de sa faculté à prédire la pluie grâce à son rhumatisme. Walthéry admet que le personnage n'avait pas vraiment de personnalité au départ de la série et que son caractère s'étoffera par la suite. Au fil des albums, Walter « adoptera l’insouciance, l’impulsivité, la malchance et les jeux de mots faciles ».
Le récit d'aventure fondé sur l'action et le suspense n'autorisait pas Walthéry et son scénariste à trop fouiller la psychologie des personnages. Pour le développement, il faudra attendre.
Le chef des banditsWalthéry donne au personnage, qui n'a pas de nom, les traits de son ami de régiment, Étienne Borgers. Écrivain nouvelliste à ses heures, il entre ainsi dans l'épopée de Natacha en tant que figurant. Il y reviendra comme scénariste.

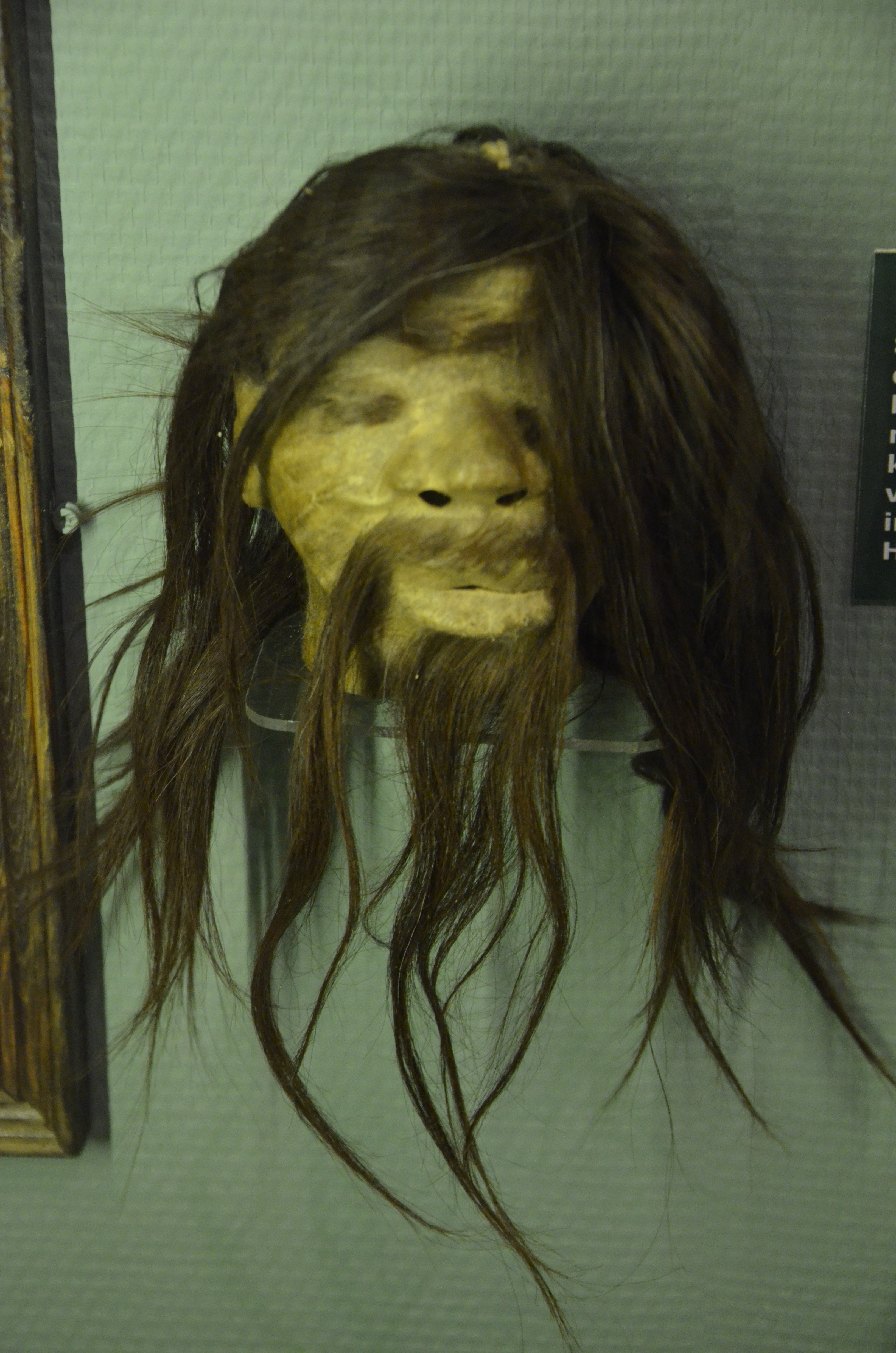
Une tête réduite comme celles utilisées par Natacha.

Les GuyaposL'avion détourné s'écrase au milieu du territoire de cette tribu amérindienne inspirée des tribus amazoniennes et de leur pratique chamanique des têtes réduites. Walthéry s'amuse à faire parler les Guyapos dans un dialecte inspiré du wallon liégeois, langue locale de sa région. Les auteurs se moquent par ailleurs de la tendance des européens à prendre les indigènes pour des « sauvages » : alors que Walter s'adresse au chef des Guyapos en petit nègre, celui-ci lui répond « Toi pas te fatiguer, mon pote, moi bien piger français ! » et, de même, le sorcier de la tribu parle également français, ce qui, selon lui « n'est pas sorcier ! ».
Les pilotes de l'avionLe commandant de bord et son copilote ne sont pas nommés. Le personnage récurrent du commandant Turbo apparaîtra en 1973 dans l'histoire courte Un brin de panique et celui du copilote Jean-Pierre Legrain dans l'histoire courte Un tour de passe-passe en 1975.

## Lieux de l'action
L'histoire débute sur la route menant à un aéroport puis dans celui-ci. Le pays concerné n'est jamais mentionné mais il est indiqué qu'il s'agit d'un pays d'Europe, France ou Belgique, les deux pays du lectorat du journal Spirou. L'avion est ensuite détourné vers un pays d'Amérique du Sud également indéterminé. La tribu des Guyapos indique qu'il s'agit d'un pays d'Amazonie.

## Création de l'œuvre
François Walthéry avait esquissé un personnage féminin, inspiré d'une voisine amie d'enfance et des actrices Mireille Darc et Dany Carrel, pendant les mois de son Service Militaire. Yvan Delporte, alors rédacteur en chef de Spirou, découvre ces croquis à l'époque où Walthéry travaille au sein du studio de Peyo et lui conseille de développer le personnage pour créer une héroïne pour le journal, l'éditeur Charles Dupuis se montrant favorable au projet. Gos, collègue de Walthéry au sein du studio avec lequel il réalise la série Jacky et Célestin, lui propose un début de scénario et il commence à réaliser quelques planches éparses tout en privilégiant la réalisation des épisodes de Benoît Brisefer. Lorsque Thierry Martens prend la suite de Delporte au sein de Spirou, il découvre les premières planches de Natacha et, souhaitant publier la série au plus vite, annonce aux auteurs, en décembre 1969, que l'histoire sera publiée dans le journal dès le mois de février suivant, ce qui les contraint à improviser largement afin de terminer l'histoire dans les délais impartis.

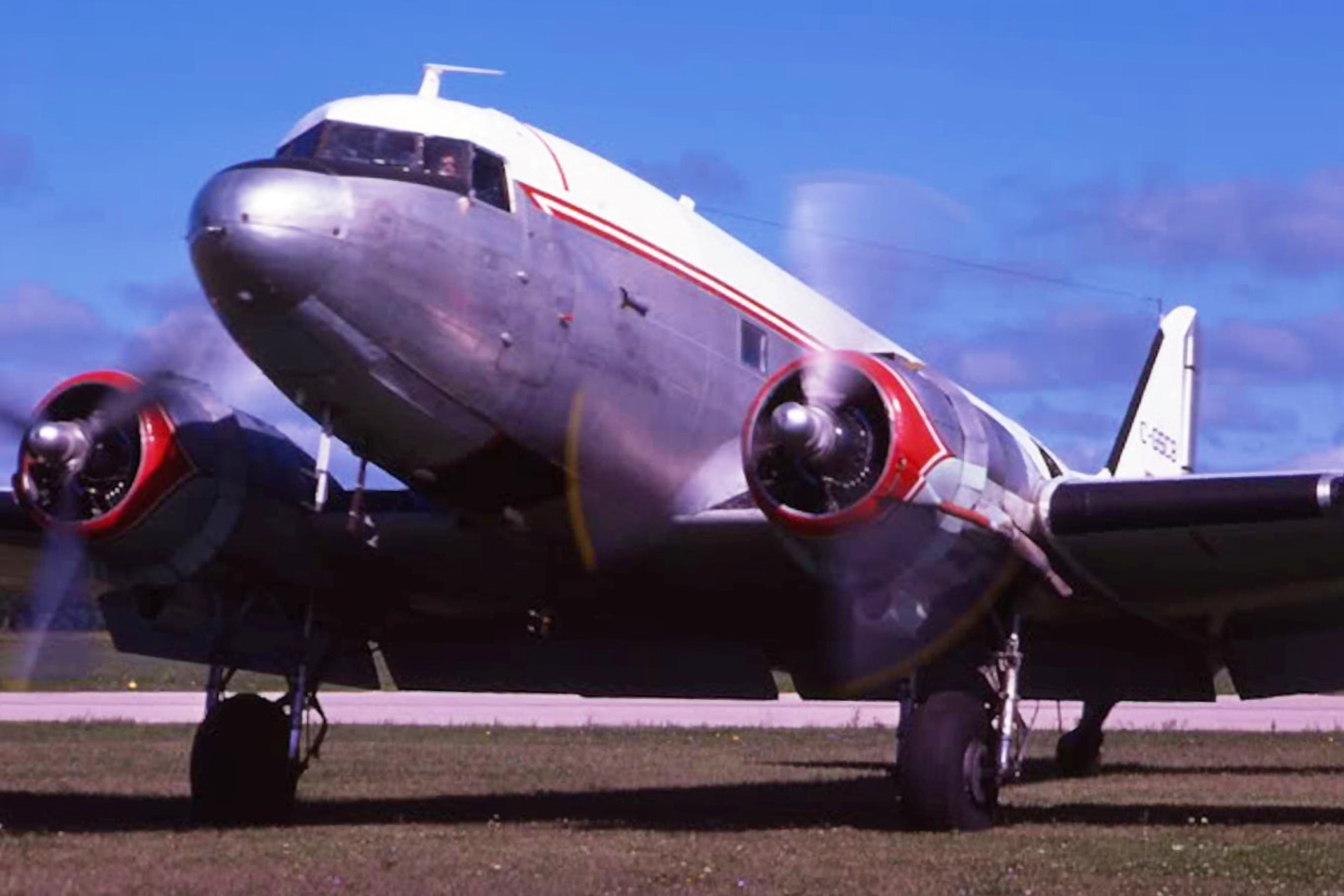
Un DC-3 comme celui utilisé dans l'histoire.

N'étant pas un spécialiste de l'aviation, François Walthéry copie le DC-3 figurant dans l'histoire sur des dessins de Victor Hubinon, auquel il demande conseil tout au long de la réalisation de l'album. 
Walthéry reçoit également les conseils d'André Franquin qui l'aide dans le découpage du scénario, spécialement pour la séquence dans laquelle Walter plonge au milieu des alligators,.
Pour le langage des indiens réducteurs de tête, Walthéry invente un dialecte issu du wallon liégeois.
Les auteurs placent un clin d'œil à la série Tôôôt et Puit publiée à la même époque dans l'hebdomadaire Spirou, à propos du son produit en serrant une tête coupée factice (« Tiens ! Elle ne fait plus puit ! Elle fait peut-être tôôôt maintenant ! »)

## Publication

### Revues
L'histoire est publiée dans le journal Spirou au cours de l'année 1970.
L'arrivée de Natacha est annoncée dans le no 1662 du 19 février 1970 de l'hebdomadaire Spirou par un dessin de François Walthéry sur une demi-page montrant les auteurs surpris en plein travail dans leur atelier (Gos à sa machine à écrire et Walthéry au pinceau) par un inspecteur de police et deux agents, l'inspecteur déclarant « Qu'est-ce que j'apprends ? Il se trame une histoire d'héroïne ici ?! Faudra vous expliquer, mes gaillards ! ».
L'histoire est publiée du no 1663 du 26 février 1970 au no 1690 du 3 septembre 1970 du journal Spirou. Le début de sa publication est annoncé en couverture du no 1663 par un dessin original de François Walthéry reprenant un évènement de la première planche de l'albumdans laquelle Natacha se précipite vers la motocyclette accidentée qu'elle vient de renverser avec sa voiture avec pour seul titre Natacha. L'illustration d'annonce réalisée par André Franquin montre le personnage de Spirou assis sur la lettre U du titre du journal chantant « Tout' ma vie j'ai rêvé d'être une hôtess' de l'air »en jouant de la guitare. Natacha hôtesse de l'air bénéfice d'une seconde couverture du journal en cours de publication dans le no 1674 du 14 mai 1970 par un dessin original de François Walthéry reprenant un évènement de la planche vingt-et-un de l'albumdans laquelle Natacha impressionne les indiens Guyapos en se présentant à eux parée d'une ceinture de têtes réduites, sans aucun titre.
Pendant la publication de Natacha hôtesse de l'air, Spirou publie en outre l'histoire complète en deux planches À un cheveu de la catastrophe dans le no 1682 du 9 juillet 1970, numéro « Spécial 33ème anniversaire ».
Pendant quelques mois François Walthéry est doublement présent dans l'hebdomadaire puisque la publication de l'histoire de Benoît Brisefer, Le Cirque Bodoni, qui a débuté au mois de novembre précédent, se poursuit jusqu'au mois de mai 1970. 

### Album
Éditions Dupuis
- Édition originale : 44 planches, édition brochée, couverture souple, 1971 (DL 01/1971)  (ISBN 2-8001-0185-7)
- Rééditions :

1. 4e plat différent (dernier album paru Un trône pour Natacha), 1977 (DL 01/1971 - achevé d'imprimer 01/1977)
2. 4e plat différent (dernier album paru Le Treizième Apôtre), 1979 (DL 12/1979)
3. 4e plat différent (dernier album paru Instantanés pour Caltech), 1983 (DL 01/1971 - achevé d'imprimer 01/1983)[n 6]
4. Première édition cartonnée, couverture redessinée, 4e plat différent (dernier album paru Le Grand Pari), 1987 (DL 06/1987)
5. (dernier album paru Les Culottes de fer), 1990 (DL 03/1990)
6. (dernier album paru La Veuve Noire), 1998 (DL 01/1987)
7. (dernier album paru Natacha et les dinosaures), 2003 (DL 01/1987 - achevé d'imprimer 11/2003)
8. (dernier album paru L'Épervier Bleu), 2018 (DL 06/1987- achevé d'imprimer 10/2018)

- Intégrale :

1. Panique à bord, Dupuis, collection « Les Intégrales Dupuis », 160 planches, reprend Natacha hôtesse de l'air, Natacha et le Maharadjah, Un brin de panique et La Mémoire de métal, avec un dossier rédigé par Patrick Pinchart, 2007 (DL 06/2007)  (ISBN 978-2-8001-3788-9)

Éditions J'ai lu BD
- 89 planches, format poche, édition brochée, couverture souple, 1987 (DL 06/1987)  (ISBN 2-277-33022-1)

Éditions Hachette
- 44 planches, grand format, dos toilé rouge avec frise, avec cahier bonus de 9 pages rédigé par Charles-Louis Detournay et Didier Pasamonik, dont 3 planches portfolio tirées d'une petite histoire que Walthéry avait réalisée en 1978 pour le magazine Spirou, La Naissance de Natacha, 2018 (DL 02/2018)